# Alexandru Ioanovici
Alexandru Ioanovici (Ploiești, 30 marzo 1974) è un ex nuotatore rumeno.
Ha fatto parte della Romania che ha partecipato ai Giochi di Atlanta 1996, gareggiando nei 50m sl e nella Staffetta 4x100m sl.
Ha vinto 1 bronzo nei Campionati mondiali di nuoto in vasca corta del 1995.